# Paradoxosoma meridionale
Paradoxosoma meridionale är en mångfotingart som beskrevs av Filippo Silvestri 1897. Paradoxosoma meridionale ingår i släktet Paradoxosoma och familjen orangeridubbelfotingar. Inga underarter finns listade i Catalogue of Life.